# Nos
Nos je organ, s katerim dihamo, ovohavamo. Vonj zaznavajo čutnice, ki so v kupoli nosne votline na zgornji nosni školjki. Sporočilo o vonjavi potuje od vohalnih čutnic po vohalnem živcu do središča za voh v možganih, ki je blizu področja za spomin in čustva.

## Kaj zaznava nos
Iz mnogih sestavin hrane se že ob vhodu ali pri žvečenju sproščajo hlape snovi. Ker sta ustna in nosna votlina povezani, se hlapi v obeh primerih dvigajo do vrha nosne votline. Tam so v sluznici vohalne čutnice, te pa pošljejo obvestilo v možgane. O snoveh, ki vzdražijo vohalne čutnice, pravimo, da imajo vonj. Sposobnost, da zaznamo vonjave, imenujemo voh.